# Leskea ramusculosa
Leskea ramusculosa là một loài Rêu trong họ Leskeaceae. Loài này được Mitt. mô tả khoa học đầu tiên năm 1863.